# Пульпе, Эдуард
Эдуард Пульпе (латыш. Eduards Pulpe, в русской историографии также Эдуард Вильгельм Александр Мартинович Пульпе; 22 июня 1880, Рига — 2 августа 1916) — французский и российский военный лётчик. Один из первых лётчиков латышского происхождения. Лётчик-ас Первой мировой войны.

## Биография
Родился 22 июня 1880 в Риге в семье состоятельного владельца магазина. В раннем детстве потерял отца. После окончания Александровской гимназии в 1899 году поступает на физико-математический факультет Московского университета. Во время учёбы в университете увлёкся авиацией и с 1906 по 1907 год занимался в кружке на кафедре механики в Московском университете вместе с Сергеем Чаплыгиным под руководством Н. Е. Жуковского над исследованием силы тяги воздушных винтов. После окончания университета ещё год учился в Германии в Гейдельбергском университете. С 1909 года преподавал математику в гимназии Людвига Берзиньша в Дубултах и в Рижской Александровской гимназии. В эти году он уже сам организовал авиационный кружок в Риге, силами которого был сконструировал и построен аэроплан оригинальной конструкции. На этом аэроплане Э. Пульпе выполнил несколько полётов.
В 1912 году уезжает во Францию, где оканчивает Парижскую авиационную академию и воздухоплавательную школу при Сорбонском университете в 1913 году. 19 декабря 1913 года получает во Франции диплом авиатора с правом совершать полёты на самолёте «Депердюссен».
С началом Первой мировой войны добровольно вступает в ряды французской армии. Пройдя дополнительное обучение, получил диплом военного пилота. Воевал в составе 23-й эскадрильи. В воздушных боях на западноевропейском театре войны сбил 6 германских самолётов. Стал первым среди российских лётчиков, добившихся звания аса с 5-ю воздушными победами. В мае 1916 года прибыл в Россию с группой французских лётчиков для обучения пилотов истребительной авиации в фронтовых условиях. Был направлен на Западный фронт, в 10-й авиационный дивизион, на фронте прикомандирован к 27-му корпусному авиаотряду. Однако в связи в резким ухудшением воздушной обстановке в полосе Юго-Западного фронта, где для противодействия русскому Брусиловскому прорыву немцы сосредоточили большие силы авиации, в начале июля в составе группы из 4-х французских лётчиков направлен на этот фронт и по прибытии был прикомандирован к 8-му истребительному авиационному отряду.
20 июля (2 августа) 1916 года погиб в воздушном бою против трёх германских аэропланов Albatros из состава 10-го боевого отряда 2-й боевой эскадры (KG.II) у села Рожице (район города Ковель). Победителем его считается германский ас Эрвин Бёме (1879—1917), одержавший 24 воздушные победы. Сбитый самолёт упал на берегу реки Стырь. Прах лётчика был с почестями доставлен в Ригу и захоронен на Большом кладбище.

## Воинские звания в Французской армии
- Сержант (Sergent) — 8.05.1915
- Аджюдан (Adjudant) — февраль 1916
- Младший лейтенант (Sous-lieutenant) — апрель 1916
- Лейтенант (Lieutenant) — май 1916

## Награды
- Орден Святого Георгия (6.08.1916, посмертно)
- Воинская медаль (Франция, 16.10.1915)
- Военный крест с четырьмя пальмами (Франция, 1916)